# Des étés chauds et secs
 (février 2023).
Pour plus de détails, voir Fiche technique et Distribution.
Des étés chauds et secs ( حار جاف صيفاً, Har gaf sayfan) est un film égyptien réalisé par Sherif Elbendary, sorti en 2015.

## Synopsis
Un homme et une femme solitaires se rencontrent dans un taxi.

## Fiche technique
- Titre : Des étés chauds et secs
- Titre original :  حار جاف صيفاً (Har gaf sayfan)
- Titre anglais : Dry Hot Summers
- Réalisation : Sherif Elbendary
- Scénario : Nura El Sheikh
- Photographie : Victor Credi
- Montage : Emad Maher
- Production : Claudia Jubeh
- Société de production : Red Star for Film Production and Distribution et Subtype Productions
- Pays de production :  Égypte et  Allemagne
- Genre : Comédie dramatique
- Durée : 30 minutes
- Dates de sortie : 
  - Émirats arabes unis : décembre 2015 (Festival international du film de Dubaï)

## Distribution
- Mohamed Farid : Shawky
- Nahed El Sebaï : Dooa
- Mohamed Abdel Azim : Saeed
- Sherief El Desouky : le photographe
- Donia Maher : Shirin, l'amie de Doaa

## Distinctions
Le film a été présenté en sélection officielle en compétition dans la section internationale au Festival international du court métrage de Clermont-Ferrand 2016. Il a également reçu le prix du meilleur court métrage au Festival international du film arabe d'Oran 2015, une mention spéciale dans le cadre du grand prix du court métrage du Festival du cinéma méditerranéen de Montpellier 2016 et le prix du meilleur court métrage au Festival international du film du Caire 2016.